# Orval H. Hansen
Orval Howard Hansen (ur. 3 sierpnia 1926 w Firth, Idaho, zm. 2 listopada 2017 w Boise, Idaho) – amerykański polityk, członek Partii Republikańskiej. W latach 1969–1975 był przedstawicielem drugiego okręgu wyborczego w stanie Idaho w Izbie Reprezentantów Stanów Zjednoczonych.